# Rumelia
Rumelia

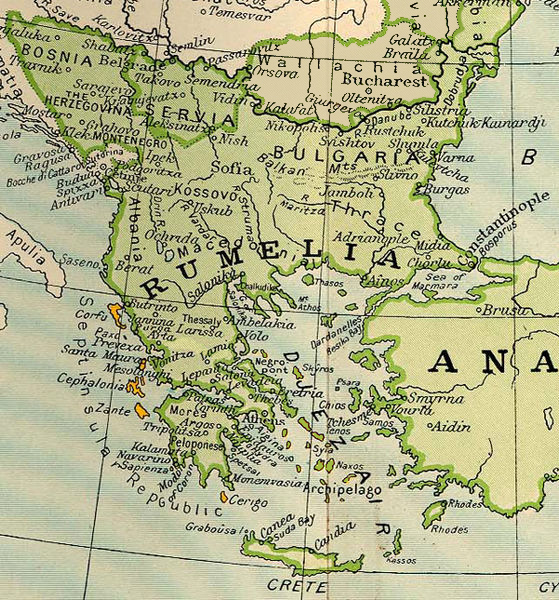
Hartă a Rumeliei la 1801.

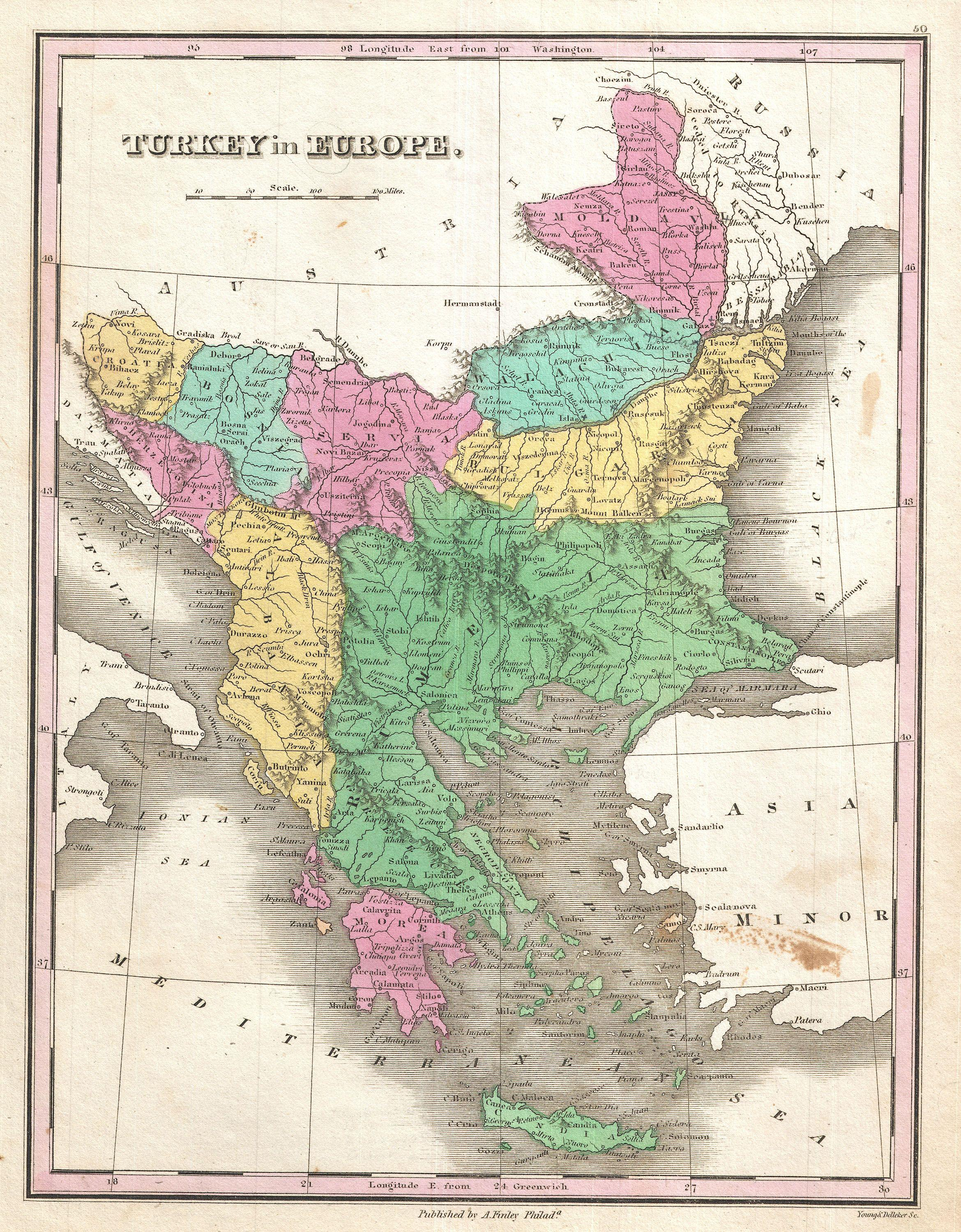
Hartă din 1827

(turca otomană: روم ايلى ; turcă otomană Ansiklopedisi: Rūm-ili, Rūm-ėli, turcă Rumeli despre „Țara romanilor” de la termenul Rum: „Roman”) a descris turcii încă din secolul al XV-lea, din Peninsula Hemus, zisă turcește Peninsula Balcanică, parte a Imperiului Otoman.
„Rumeli” înseamnă „țara Romanilor”, o referire la populația din Imperiul Roman de Răsărit, fosta putere dominantă din regiune înainte de expansiunea otomană. În mod similar, în Secolul al XI-lea și al XII-lea, termenul a fost folosit în mod curent pentru  Țara (romanilor) de la Apus, adică Anatolia, în timp ce era cucerită treptat. 
Rumelia includea provinciile antice Constantinopol, Salonic, Tracia, Macedonia, Moesia, Grecia Centrală și partea europeană a Turciei actuale. În urma unor reforme administrative dintre 1870 și 1875, numele a încetat să mai reprezinte o regiune politică. Rumelia Orientală a fost organizată ca provincie autonomă a Imperiului Otoman prin Tratatul de la Berlin, dar începând din 6 septembrie 1885 a fost unită cu Bulgaria.
Actualmente, în Turcia, cuvântul Trakya a înlocuit în mare parte termenul Rumelia pentru a denumi teritoriul Turciei situat în Europa (provinciile Edirne, Kırklareli, Tekirdağ, și vestul Provinciei Istanbul), dar termenul este în continuare utilizat în context istoric.